# Cerro Dragón (Chile)

Vista de la duna con la ciudad de Iquique en el fondo.

El cerro Dragón es una duna ubicada junto a la ciudad de Iquique, en la región de Tarapacá (Chile). Es la «duna urbana de carácter relicto más extensa del planeta». Se originó hace cerca de 20 000 años por acción de los vientos costeros. En 2005, se declaró Santuario de la Naturaleza por el Ministerio de Educación mediante el Decreto Exento N.º 419, del 8 de abril de 2005.

## Historia
La duna se originó probablemente durante la última glaciación, aproximadamente 20 000 años antes del presente. En este periodo el nivel del mar se encontraba 100 metros más adentro, lo que expuso el borde costero a la erosión y sedimentación por acción del viento. Actualmente la duna ya no es alimentada por los vientos costeros, por lo que es de carácter relicto.
La duna se ha visto afectada por el crecimiento de Iquique. Antes de que se declarara santuario de la naturaleza, se otorgaron permisos de construcción en su ladera oeste. Esto ocasionó la remoción de grandes volúmenes de arena para generar espacio para construir.

## Descripción
El Cerro Dragón es una duna litoral de tipo seif de cuatro kilómetros de largo y un ancho que varía entre 150 y 550 metros. Está situada en una terraza marina baja, rocosa y estrecha que antecede a un acantilado de 500 metros de altura frente a la ciudad de Iquique en el litoral del desierto de Tarapacá (Pampa del Tamarugal). Posee 220 metros de alto tomando de referencia la base de la terraza marina situada 100 metros sobre el nivel del mar, por lo que el área tiene una altura total de 320 metros.
El área posee un clima desértico, con una abundante neblina (camanchaca) y una humedad relativa en el aire del 75 %. Las precipitaciones son muy escasas, el promedio anual es de 1,9 mm. Los vientos predominantes provienen del sur y suroeste.